# Montre squelette
 (novembre 2020).

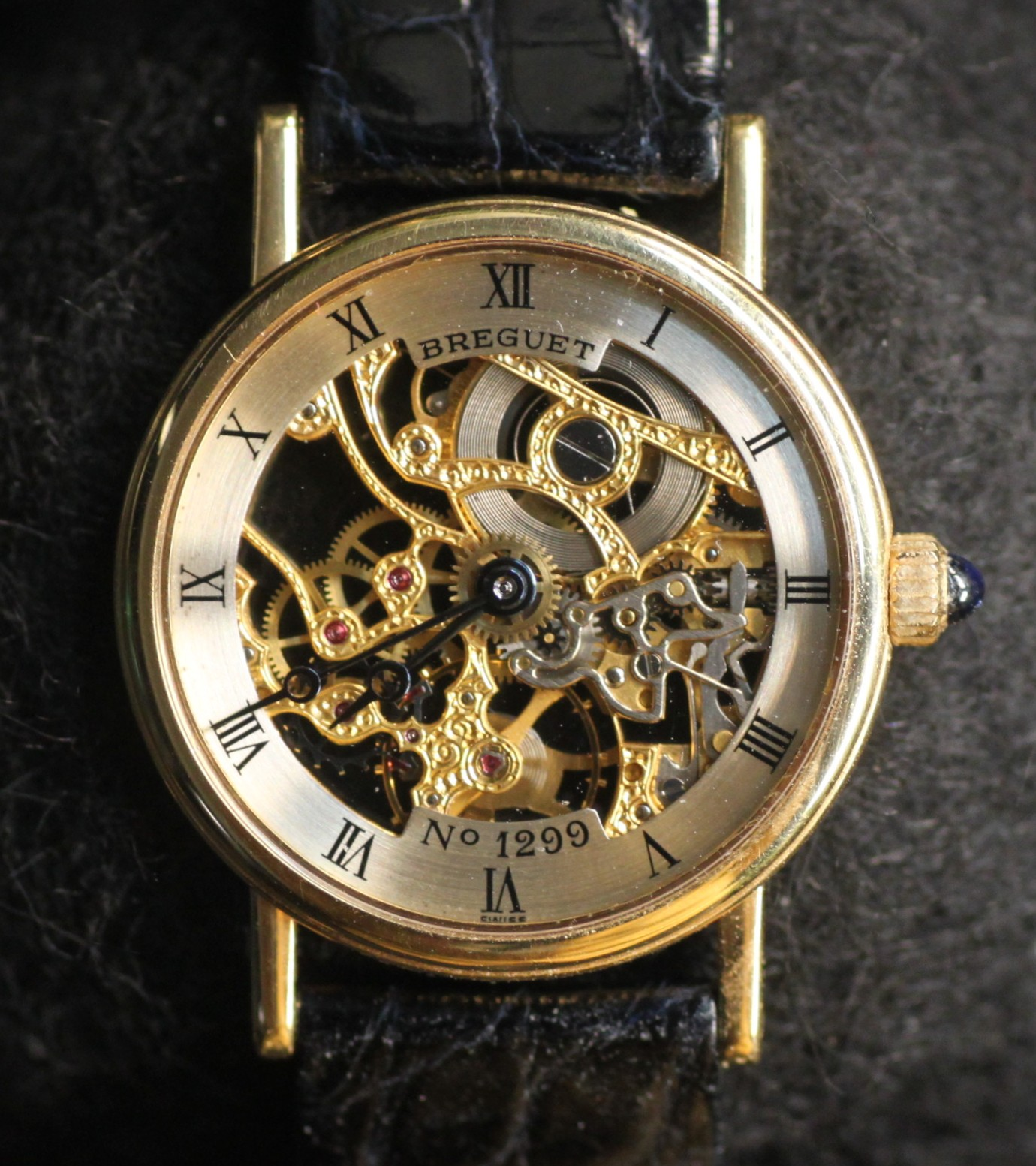
Montre squelette de marque Breguet.

Une montre squelette est une montre mécanique ou à quartz, où l'intérieur du boîtier et ses parties mobiles sont visibles sur la face avant ou arrière de la montre. Le boîtier est en général protégé de la poussière par une ou deux lames de verre.
Le terme « squelette » vient du fait qu'il est possible à toute personne de voir l'intérieur sans aucun démontage, comme une radiographie du squelette quand on fait une comparaison avec l'homme. La véritable « squelettisation » ne garde que les composants essentiels et supprime tout métal superflu du  pont, de la platine, des rouages ou toute autre partie mécanique de la montre, et ne laisse qu'un squelette minimaliste nécessaire au fonctionnement de la montre.
Ce type de montre fut inventé vers 1760 par André-Charles Caron, le père de Beaumarchais,.